# Филоненко-Камаева, Анна Фёдоровна
А́нна Фёдоровна Филоне́нко (в девичестве Кама́ева; 28 ноября 1918, Татищево, Верейский уезд, Московская губерния, РСФСР — 18 июня 1998, Москва, Россия) — советский разведчик-нелегал, ветеран Великой Отечественной войны 1941—1945 годов, участник обороны Москвы и советского партизанского движения. Подполковник в отставке.
В 1948—1960 годах вместе с мужем Михаилом Филоненко находилась на нелегальной работе за границей: в странах Азии, Латинской Америки, а также в США и Португалии. Владела испанским, португальским и чешским языками.
Была консультантом советского многосерийного телевизионного художественного фильма «Семнадцать мгновений весны» (1973) режиссёра Татьяны Лиозновой, считается прототипом кинообраза «русской радистки» Кэт.

## Биография
Анна Камаева родилась 28 ноября 1918 года в деревне Татищево Верейского уезда Московской губернии, в многодетной крестьянской семье.
Окончила семилетнюю школу, затем — фабрично-заводское училище, где обучилась искусству ткацкого мастерства.
Трудовую деятельность начала в 1934 году, в возрасте шестнадцати лет, на комбинате «Красная роза» имени Розы Люксембург в Москве: стала ученицей, а затем ткачихой и сменным оператором цеха. Стала стахановкой, обслуживала сразу несколько ткацких станков.
В сентябре 1938 года Камаева была направлена по комсомольскому набору в органы государственной безопасности СССР. Начала работать в Иностранном отделе ГУГБ НКВД СССР.
Участница Великой Отечественной войны. В 1941 году, в период обороны Москвы, была задействована в спецмероприятиях 4-го разведывательно-диверсионного управления НКВД СССР под руководством известного разведчика-нелегала П. А. Судоплатова, а также готовилась к участию в разведывательно-диверсионной работе в тылу немцев, в частности, к работе в подполье на случай сдачи столицы врагу.
В 1942 году окончила Свердловскую межкраевую школу НКВД СССР, в 1947 году — курсы иностранных языков при Высшей школе МГБ СССР. Владела испанским, португальским и чешским языками.
В 1944—1946 годах находилась в спецкомандировке в Мексике.
В 1947 году была зачислена на спецподготовку.
Начиная с 1948 года, регулярно вместе с мужем Михаилом Филоненко, за которого вышла замуж 1 октября 1946 года, выезжала за рубеж для работы по линии нелегальной разведки.
К концу 1951 года с мужем и четырёхлетним сыном Павлом прибыла в Китай, где семья осела в Харбине.
С января 1954 года по июль 1960 года также вместе с мужем была на нелегальном положении в Латинской Америке, где занималась оперативно-техническими вопросами: обеспечивала сохранность секретных материалов, прикрывала мужа при выходе на встречи. В её служебной характеристике было отмечено: «Во время оперативных осложнений Филоненко А. Ф., имея троих детей, проявляла большую выдержку и самообладание, стойко переносила все тяготы работы в особых условиях».
Двоих младших детей Анна Фёдоровна родила, находясь на нелегальном положении — в Китае (в Харбине) и Латинской Америке.
В 1960 году в связи с тяжёлым заболеванием мужа была отозвана в СССР.
В 1963 году в звании майора уволена в запас.
Скончалась 18 июня 1998 года в Москве.

### Семья
- 1 октября 1946 года вышла замуж за сотрудника ПГУ МГБ СССР Михаила Ивановича Филоненко (1917—1982)[1].
- В семье было трое детей: Павел (родился в 1947 году[7] в Москве), Мария (родилась в Китае, в Харбине[3]) и Иван (родился в Бразилии)[7].

## Награды
- Награждена орденами Отечественной войны и Красной Звезды, двумя медалями «За боевые заслуги», а также медалями «За оборону Москвы», «Партизану Отечественной войны», «За победу над Германией в Великой Отечественной войне 1941—1945 гг.», «Ветеран Вооружённых Сил СССР», «За безупречную службу», и другими медалями, нагрудным знаком «Заслуженный работник НКВД» и «Почётный сотрудник госбезопасности».